# سهیلی (آریزونا)
سهیلی (به انگلیسی: Sehili) یک منطقهٔ مسکونی در ایالات متحده آمریکا است که در شهرستان آپاچی، آریزونا واقع شده‌است. سهیلی ۱٫۶۹ کیلومتر مربع مساحت و ۱۰٬۰۳۱ نفر جمعیت دارد و ۲٬۱۷۹٫۳۵ متر بالاتر از سطح دریا واقع شده‌است.